# Чарлз Клайд Еббетс
Чарльз Клайд Еббетс (англ. Charles Clyde Ebbets) — американський фотограф XX століття, один з можливих авторів фотографії «Обід на хмарочосі», зробленої під час будівництва Рокфеллерівського центру. На даний момент офіційно вважається, що автор фотографії невідомий, хоча ряд джерел продовжує вважати автором Еббетса.
Чарльз народився в Алабамі в 1905 році; в 1951 році він одружився з 18-річною Хай (High). У них було четверо дітей: Чобі (Chobee), Тобі (Toby), Брюс (Bruce) і Тамі (Tami). Крім фотографії Чарльз захоплювався полюванням, риболовлею, автогонками, реслінгом, пілотуванням і акторською роботою.
17 його фотографій зберігаються у фонді Corbis, заснованому Біллом Гейтсом в 1989 році. Знімки друкувалися в газетах, а також в журналах National Geographic, Field & Stream, Look; фотограф працював на Hamilton Wright Features syndicate, Associated Press і The Miami News. Серед його робіт, крім зйомки будівництва хмарочоса — фотографії Френка Локхарта, хроніки наслідків флоридского урагану 1935 року. Перша фотокамера з'явилася у Чарльза, коли йому було 8 років; для її отримання він скористався рахунком матері в місцевій аптеці, за що був набитий. Чарльз працював з батьком в місцевій газеті, залишивши школу після 10-го класу; в 16 років він поїхав працювати в Монтгомері. У 1922 році він поїхав до Флориди, в Санкт-Петербург, де зацікавився кінозйомкою; в 1924 році він знявся в декількох фільмах під псевдонімом Wally Renny. У наступні кілька років він подорожував до Маямі, Августі, Вірджинії Біч і Нью-Йорку; в цей же час він отримав ліцензію пілота, став пристрасним мисливцем і рестлером.
Чарльз уникнув призову до армію під час Другої світової війни, так як у нього колись була зламана спина.
У 1978 році він помер від раку у віці 72 років.